# MG RV8
La MG RV8 è una spider prodotta dal Gruppo Rover tra il 1993 ed il 1994, come riedizione delle celebre MG B degli anni sessanta, opportunamente modificata per adeguarla ai tempi (l'ultima B era uscita di listino nel 1980).

## Le premesse

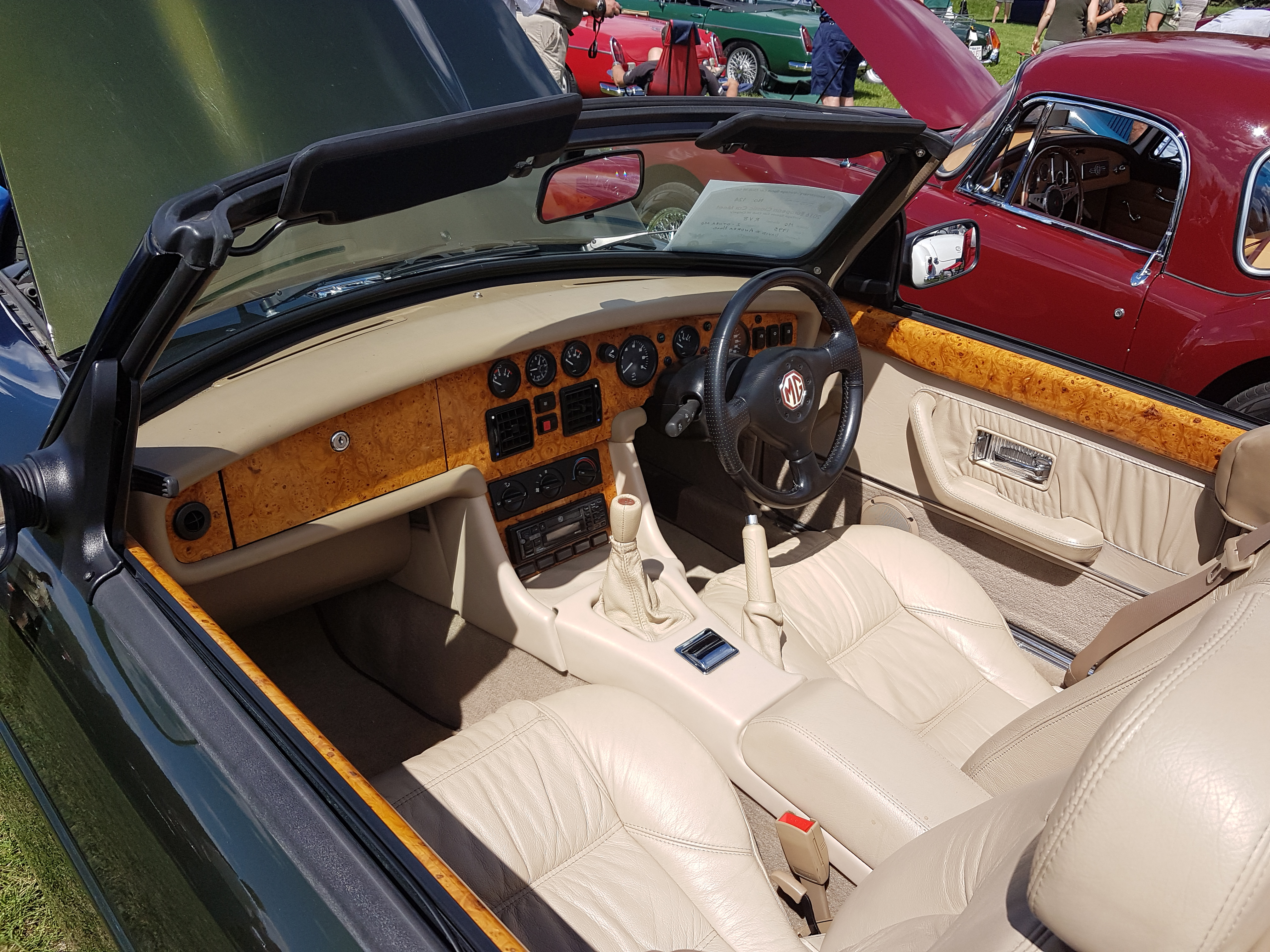
Gli interni

Le ragioni di un'operazione simile, rimettere in produzione un modello uscito di listino 13 anni prima (e presentato, originariamente, nel 1962), vanno ricercate, essenzialmente, nelle strategie di marketing del Gruppo Rover (a cui apparteneva il marchio MG).
Chiuso lo storico stabilimento di Abingdon nel 1980, per tutto il decennio successivo il marchio MG era stato utilizzato dal Gruppo Austin Rover per identificare le versioni sportive dei modelli Austin (le Metro, Maestro e Montego), il che svilì il marchio agli occhi dei puristi. Nonostante la presentazione, nel 1985, dell'avveniristica concept car MG EX-E, mai arrivata in fase di produzione, e l'avventura rallistica tentata con la partecipazione al mondiale rally della MG Metro 6R4 (un'Austin Metro con motore centrale e trazione integrale appositamente costruita), il marchio MG aveva ancora bisogno di recuperare prestigio per il grande rilancio progettato dal Gruppo Rover attraverso la produzione di una spider tutta nuova (la MG F del 1995).
La soluzione migliore parve quella di riprendere da dove si era finito, ovvero dalla MG B, l'ultima spider che aveva sfoggiato il logo ottagonale. L'idea degli inglesi fu quella di riprendere la versione V8 della B, equipaggiata col celebre motore Rover di 3,5 litri.

## Dalla MG B V8 alla MG RV8

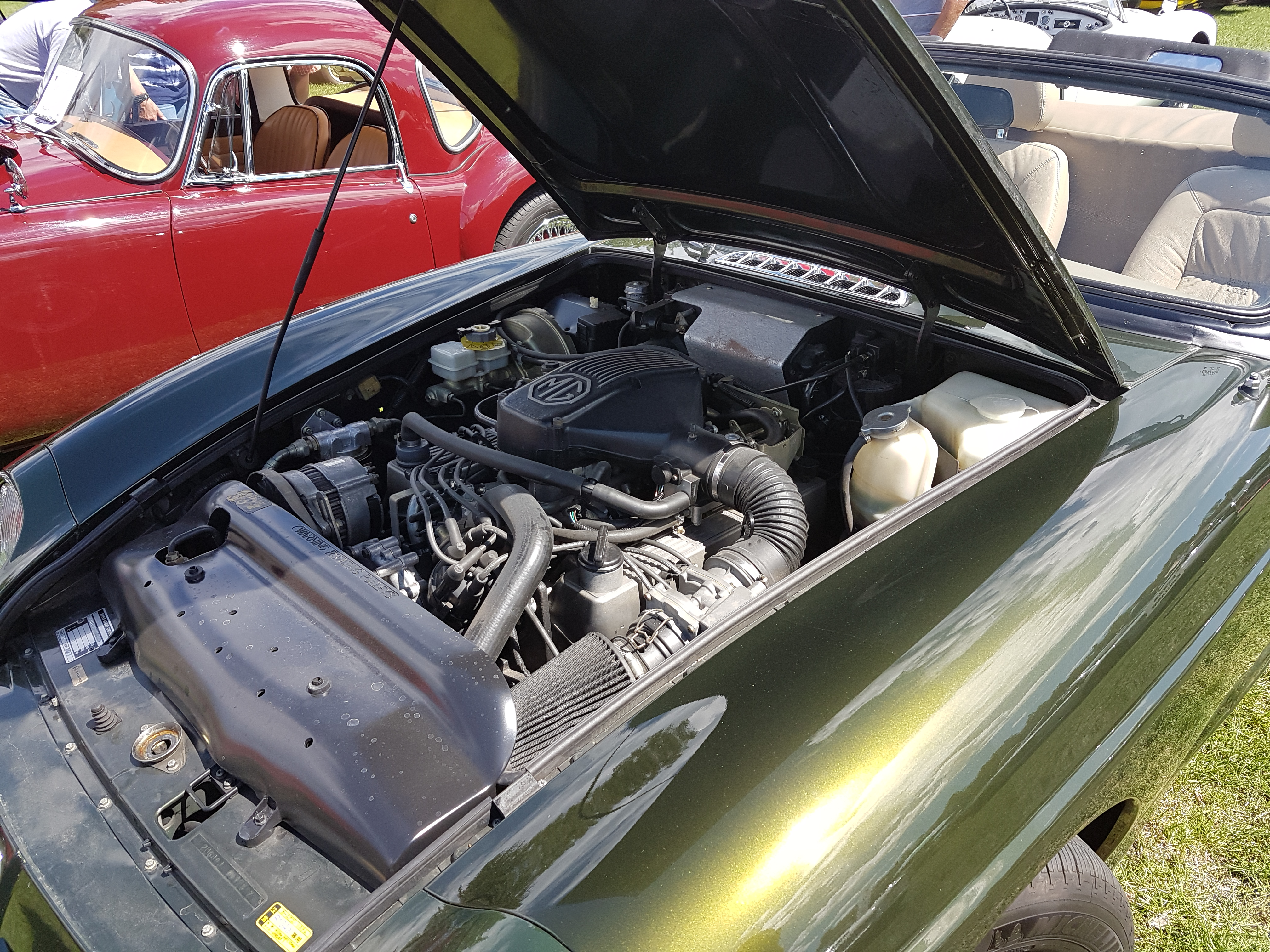
Il motore

Rispetto alla MG B V8 del 1973, le modifiche tecniche riguardarono la scocca (rinforzata per migliorare la sicurezza), i freni (con dischi autoventilati all'avantreno e tamburi maggiorati dietro), gli ammortizzatori (telescopici idraulici anziché a leva), la cilindrata del propulsore (innalzata da 3532 a 3948 cm³) e l'alimentazione (a iniezione elettronica Lucas multi-point), mentre quelle alla carrozzeria si limitavano a una nuova mascherina in tinta, a inediti paraurti in plastica verniciata, al cofano modificato, alle nuove luci posteriori e ai parafanghi allargati (per ospitare gli pneumatici maggiorati 205/65 , montati su cerchi in lega a raggi da 6j x 15"). Nuovo, invece, il cambio manuale a 5 marce.
Totalmente nuovi, e rifiniti con cura "inglese" (plancia, sedili e pannelli porta rivestiti in pelle, inserti in radica su cruscotto e tunnel centrale della plancia), gli interni.
Grazie alla potenza di 190 CV, a soli 4750 giri, garantita dal V8 a iniezione e al peso relativamente contenuto (1090 kg) la RV8 era in grado di toccare i 230 km/h ed accelerare da 0 a 100 km/h in 5,9 secondi.
Per rendere ancora più esclusiva la vettura la produzione venne limitata a soli 1.999 esemplari, molti dei quali andarono a soddisfare un consistente ordine proveniente dal Giappone.